# Todd Morse
Todd Morse (nacido el 21 de enero de 1968) es un músico estadounidense más conocido como el actual bajista de la banda estadounidense de punk rock The Offspring y conocido como el ex guitarrista de la banda H2O, en la que estaba con su hermano Toby Morse.

## Vida personal
Morse es el hermano mediano de tres hermanos. Cuando Morse tenía cinco años, su padre murió de una rara afección cardíaca, por tal motivo se crío con la ayuda de su hermano mayor y sus abuelos, cuando su madre comenzó a trabajar en varios trabajos, Morse y su hermano mayor también criaron a su hermano menor Toby Morse. Morse y su familia se mudaron a Newport y luego al Condado de Saint Mary.

## Carrera
En 1995, Morse comenzó su carrera musical cuando se unió a pedido de su hermano menor Toby Morse como guitarrista en su banda H2O (banda). Con H2O, Morse ha lanzado seis álbumes de estudio y un álbum en vivo hasta la fecha. Morse dejó H2O en 2015. Después de una gira conjunta con H2O y Sum 41 , Morse junto con Jason McCaslin de Sum 41 , establecieron el proyecto paralelo The Operation M.D. En esta banda, Morse se convirtió en cantante y tocó la guitarra y el teclado, mientras que McCaslin proporcionó coros, bajo y teclado. La banda lanzó dos álbumes de estudio en 2007 y 2010. En 2003, Morse se unió a la banda Juliette and the Licks y tocó en todos los discos de la banda, pero dejó el grupo en 2008 poco antes de separarse, pero en el 2015 la banda se vuelve a reunir. En 2009, Morse se convirtió en el guitarrista rítmico y de giras de The Offspring. En 2012, Morse hizo coros para el álbum Days Go By de Offspring. En 2019, Morse reemplazó al bajista y miembro fundador de Offspring Greg K, Convirtiéndose así en miembro oficial de la banda. Ese mismo año, Morse lanzó su álbum debut en solitario Late Bloomer. Aunque Morse ya se había unido a The Offspring y apareció en videoclips, Dexter Holland grabó el bajo en el álbum Let the Bad Times Roll.

## Discografía

### Como Solista
- Late Bloomer (2019)

### ConH2O (banda)
- H2O (1996)
- Thicker Than Water (1997)
- F.T.T.W. (1999)
- Go (2001)
- Nothing to Prove (2008)
- Don't Forget Your Roots (2011)

### ConJuliette and the Licks
- You're Speaking My Language (2005)
- Four on the Floor (2006)

### ConThe Offspring
- Days Go By (2012; Coros)

### ConThe Operation M.D.
- We Have an Emergency (2007)
- Birds + Bee Stings (2010)

- Datos: Q372757
- Multimedia: Todd Morse / Q372757